# 청해포구 촬영장

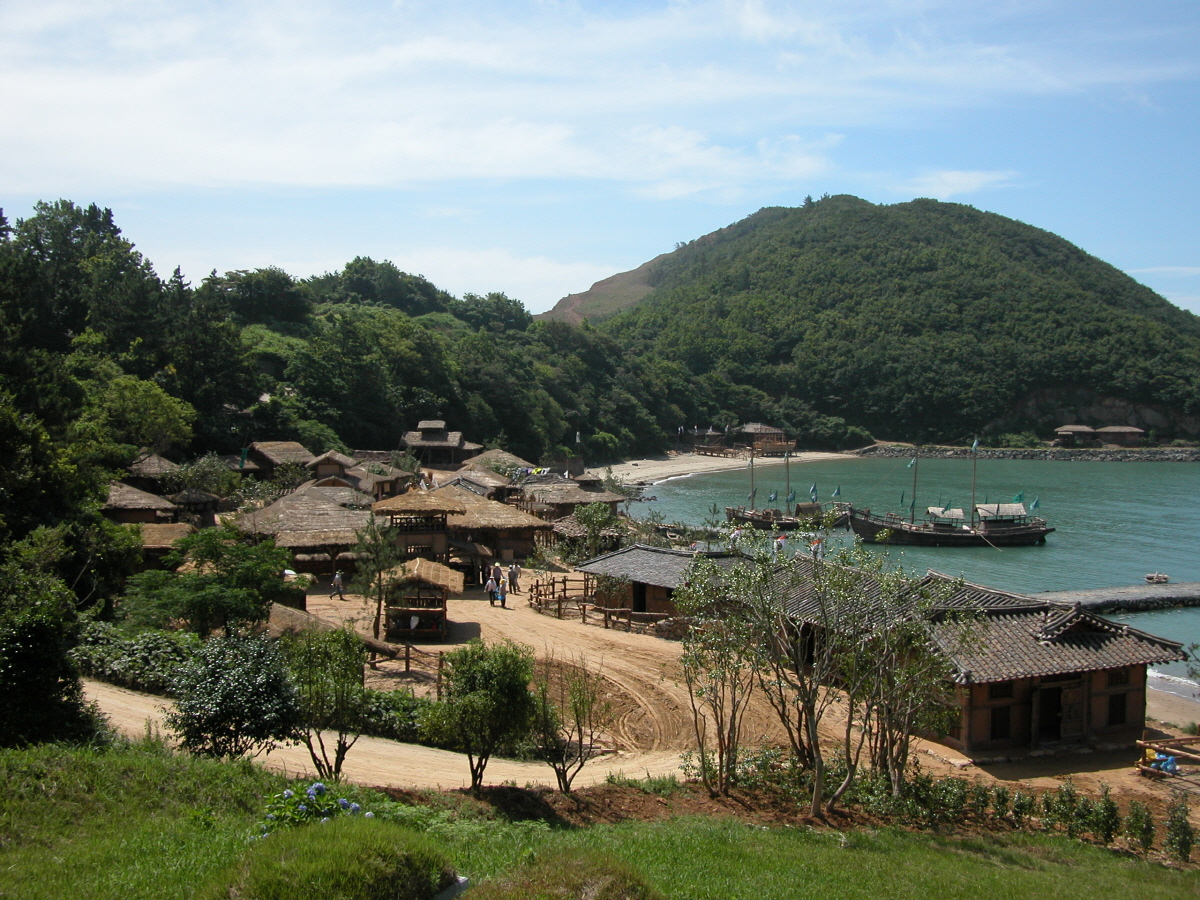
청해포구 해신드라마촬영지

청해포구 촬영장은 전라남도 완도군 완도읍 대신리 66,000m² 부지에 조성된 드라마 및 영화, CF 좔영장이다. 드라마 '해신(海神)'의 촬영을 위하여 KBS와 완도군이 공동으로 조성한 청해포구 촬영장은 청해진 마을을 비롯하여 선착장, 망루(望樓), 청해진(淸海鎭) 본영, 객사(客舍), 저잣거리 등 42동의 건물이 들어서 있고 청해포구, 양주포구, 이도형 진지, 선박 건조장 등으로 구성되어 있다.

## 촬영 작품

### 드라마
- 2004년 11월: KBS2 《해신》
- 2005년 9월: MBC 《신돈》
- 2005년 9월: SBS 《서동요》
- 2006년 9월: KBS1 《대조영》
- 2006년 5월: MBC 《주몽》
- 2006년 11월: KBS1 《순옥이》
- 2007년 2월: KBS2 《심청의 귀환 》
- 2007년 9월: MBC 《이산》
- 2007년 12월: MBC 《태왕사신기》
- 2008년 1월: KBS2 《세종대왕》
- 2008년 9월: KBS2 《바람의 나라》
- 2009년 1월: KBS2 《천추태후》
- 2009년 3월: SBS 《자명고》
- 2009년 8월: MBC 《탐나는도다》
- 2010년 1월: KBS2 《추노》
- 2010년 3월: KBS1 《거상 김만덕》
- 2010년 3월: tvN 《위기일발 풍년빌라》
- 2010년 5월: MBC 《김수로》
- 2010년 11월: KBS1 《근초고왕》
- 2014년 1월: KBS1 《정도전》
- 2015년 2월: KBS1 《징비록》
- 2016년 11월: SBS 《푸른 바다의 전설》

### 영화
- 2008년: 《신기전》
- 2012년: 《가비》
- 2014년: 《명량》
- 2014년: 《해적: 바다로간 산적》
- 2015년: 《조선명탐정: 사라진 놉의 딸》